# 加尔唐普河畔维克
加尔唐普河畔维克（法語：Vicq-sur-Gartempe，法語發音：[vik syʁ ɡaʁtɑ̃p]）是法国新阿基坦大区维埃纳省的一个市镇，属于沙泰勒罗区。

## 地理
加尔唐普河畔维克（46°43'16"N, 0°51'43"E）面积33.22 平方千米，位于法国新阿基坦大区维埃纳省，该省份为法国中西部省份，北起曼恩-卢瓦尔省和安德尔-卢瓦尔省，西接德塞夫勒省，南至夏朗德省，东南接上维埃纳省，东临安德尔省。
与加尔唐普河畔维克接壤的市镇（或旧市镇、城区）包括：克勒兹河畔内翁、克勒兹河畔伊泽尔、昂格兰河畔昂格勒、普勒马丹、拉罗什波赛、圣皮埃尔德马耶。

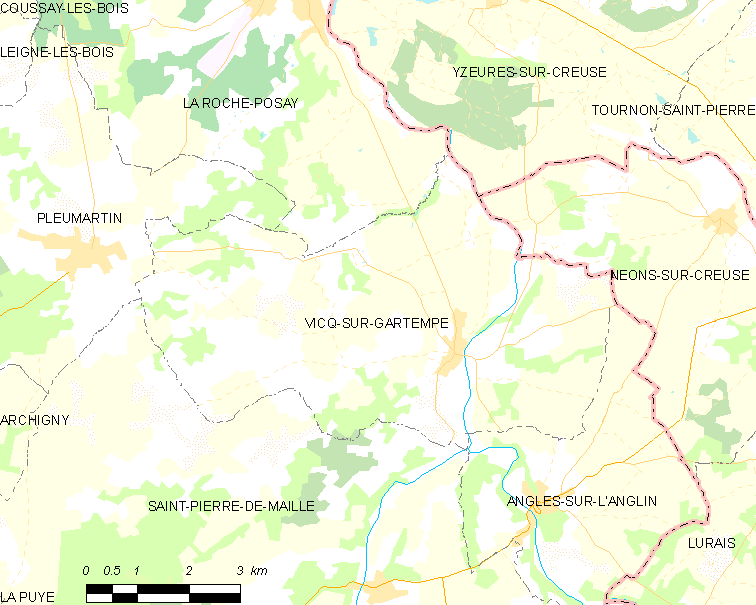
加尔唐普河畔维克的OSM定位图

加尔唐普河畔维克的时区为UTC+01:00、UTC+02:00（夏令时）。

## 行政
加尔唐普河畔维克的邮政编码为86260，INSEE市镇编码为86288。

## 政治
加尔唐普河畔维克所属的省级选区为沙泰勒罗第三县。

## 人口

1962-2008年间加尔唐普河畔维克人口变化图示

加尔唐普河畔维克于2022年1月1日时的人口数量为656人。